# Zeitschrift für die gesamte erbrechtliche Praxis

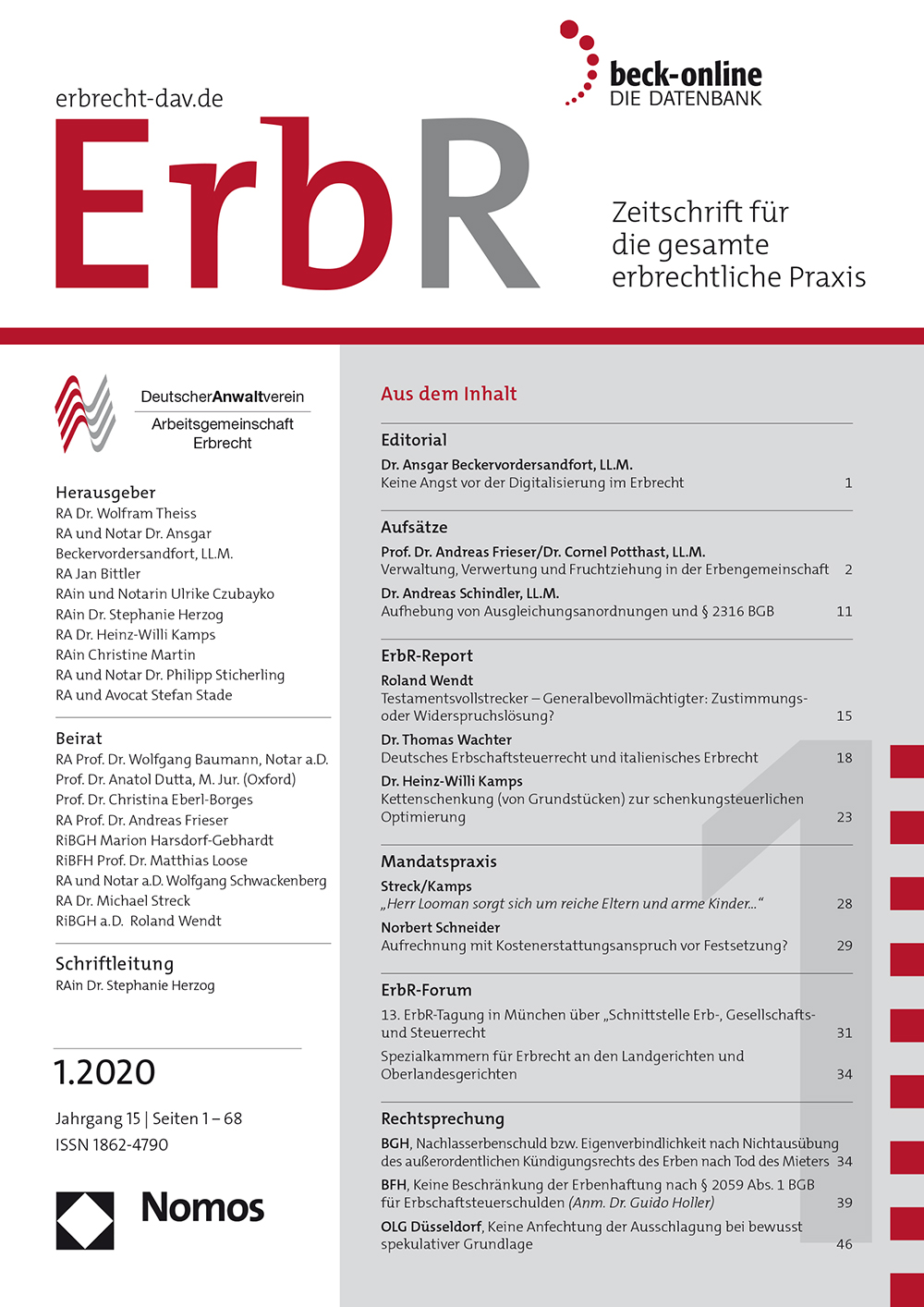
Cover der Zeitschrift für die gesamte erbrechtliche Praxis (ErbR)

Die Zeitschrift für die gesamte erbrechtliche Praxis (abgekürzt: ErbR), ISSN 1862-4790, ist eine juristische Fachzeitschrift auf dem Gebiet des Erbrechts. Sie erscheint seit Januar 2019  in Zusammenarbeit mit der Arbeitsgemeinschaft Erbrecht des Deutschen Anwaltvereins (DAV) monatlich bei der Nomos Verlagsgesellschaft. 
Zuvor erschien die Zeitschrift ab März 2006 zunächst vierteljährlich, im zweiten Jahr alle zwei Monate und seit 2008 jeden Monat im Luchterhand-Verlag.
Die Zeitschrift legt besonderes Gewicht auf die aktuellen Entwicklungen rund um die Fachanwaltschaft im Erbrecht. Sie bietet jedoch ebenso Hilfe für die Bearbeitung erbrechtlicher Fragen in Gerichten, Notariaten und Rechtsanwaltskanzleien. 
In der Zeitschrift werden Abhandlungen zu verschiedenen Teilgebieten des Erbrechtes veröffentlicht, Berichte aus der Mandatspraxis sowie Rezensionen wichtiger erbrechtlicher Neuerscheinungen aufgenommen. Die neue Rechtsprechung zu erb- und erbschaftsteuerlichen Fragen wird dargestellt und kommentiert.
Auf einzelne Artikel verweist man durch Angabe des Kürzels „ErbR“, des Jahrgangs und der Seite. Bei Verweisen auf Gerichtsentscheidungen, die in der ErbR abgedruckt worden sind, wird zusätzlich das Gericht genannt.
Weitere juristische Fachzeitschriften im Bereich des Erbrechts sind die ZEV und die ZErb.